# Sédonoudé Abouta
Janvier Sédonoudé Abouta (né le 1er janvier 1981 au Mali) est un joueur de football international malien, qui évolue au poste d'attaquant.

## Biographie

### Carrière en sélection
Avec l'équipe du Mali, il joue 9 matchs (pour un but inscrit) entre 2003 et 2006. 
Il figure dans le groupe des sélectionnés lors de la CAN de 2004, où son équipe se classe quatrième du tournoi.
Il participe également aux JO de 2004 organisés en Grèce.
Il joue enfin trois matchs comptant pour les éliminatoires de la coupe du monde 2006.

## Palmarès
Djoliba AC